# Hofgut Leustadt

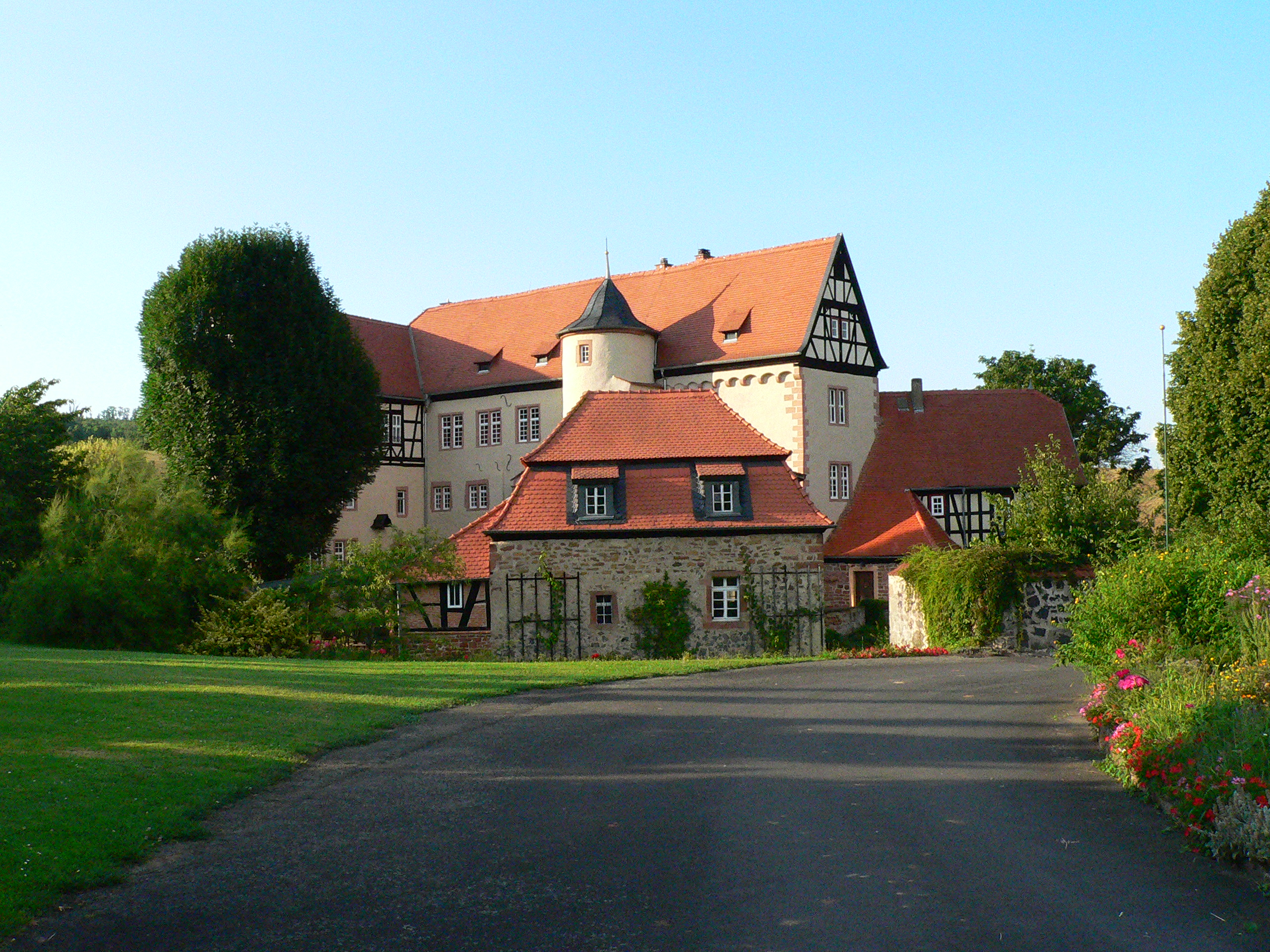
Hofgut Leustadt (Frontansicht)

Das ehemalige Wasserschloss Hofgut Leustadt in Glauburg-Stockheim im Wetteraukreis in Hessen wurde 780 erstmals urkundlich erwähnt. Das seit 1933 privat geführte Anwesen befindet sich in renoviertem Zustand.

## Geografische Lage
Das Hofgut Leustadt liegt in der Wetterau am Rand des flachen Tals der Nidder unweit westlich von Stockheim, einem Ortsteil der Gemeinde Glauburg in einer Höhe von 139 m ü. NN. Unmittelbar am Anwesen führt die Landesstraße 3190 von Stockheim nach Nieder-Mockstadt vorbei.

## Geschichte

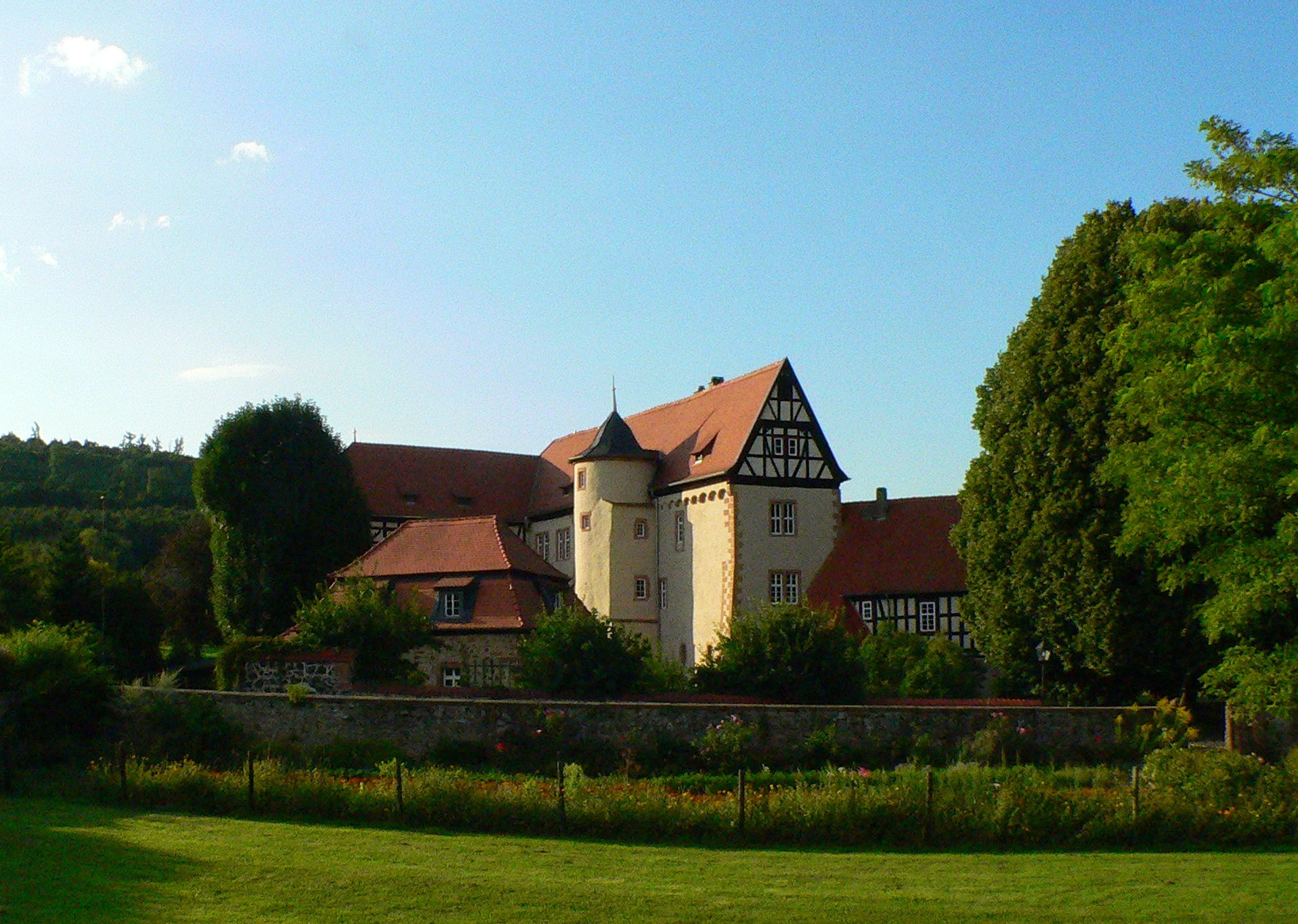
Hofgut Leustadt (Seitenansicht)

Mit einer Schenkungsurkunde erhielt im Jahr 780 das Kloster Fulda das Anwesen Leustadt, zu jener Zeit und bis in das 9. Jahrhundert noch „Louphstete“ genannt. 1454 wurde der Hof mit Jagdschloss bereits als „Laustadt“ bezeichnet. Zu dieser Zeit war er im Besitz der Herren von Wolfskehlen und wechselte in den Folgejahren häufig und in kurzen Abständen die Eigentümer.
Der Dreißigjährige Krieg 1618–1648 brachte Verwüstung und Seuchen auch über die Menschen auf Gut Leustadt. Die Bewohner starben an der Pest und das Wasserschloss verfiel. Um 1690 wurde das Schloss wieder aufgebaut.
Durch die dritte Hauptteilung (1684) des Ysenburger Grafengeschlechts entstanden die beiden gräflichen Häuser Ysenburg-Büdingen-Birstein (ab 1744 Fürstentum Isenburg und Büdingen) und Ysenburg-Büdingen. Das Letztere teilte sich 1687 noch einmal in vier Speziallinien. Sie alle nannten sich „zu Ysenburg und Büdingen“ und fügten jeweils den Sitz ihrer Linie hinzu (einheitliche Schreibweise jedoch erst ab dem 19. Jahrhundert): zu Ysenburg-Büdingen in Büdingen (ausgestorben 1941), zu Ysenburg-Büdingen in Marienborn, zu Ysenburg-Büdingen in Meerholz (ausgestorben 1929) und zu Ysenburg-Büdingen in Wächtersbach (die 1941 ihren Sitz in Büdingen nahmen; nur diese Linie war übrig geblieben). Die Teil-Grafschaften waren nicht nur durch die Blutsverwandtschaft, sondern insbesondere auch durch Hausverträge (Erbfolgeregelungen) verbunden (Agnaten). Leustadt kam an Graf Karl August von Marienborn. Diese Linie (Ysenburg-Büdingen-Marienborn) starb bereits 1724 aus, das Gebiet fiel an das Haus Ysenburg-Büdingen-Büdingen. 1724 kam Philipp Adolf Biermann, der Kammersekretär des Grafen zu Ysenburg-Büdingen-Büdingen, als Pächter auf das Hofgut.
1743 bis 1753 überließ man den Hof und die Kapelle einer kleinen Kolonie der Herrnhuter Brüdergemeine, da sie auf dem Herrnhaag bei Büdingen keine Unterkunft mehr fanden. Zu dieser Zeit lebte und wirkte Abraham Roentgen im Schloss des Hofguts. Sein Sohn David Roentgen wurde hier 1743 geboren. Zum Ende des Ersten Koalitionskriegs 1796 zerstörten französische Soldaten Haus und Hof Leustadt. Nach dem Ende des Alten Reiches 1806 bildete sich das Fürstentum Isenburg als souveräner Staat im Rheinbund, zu dem alle isenburgische Lande gehörten. 1830 wurden die Merkmale eines Wasserschlosses fast vollständig beseitigt, indem man den Wassergraben zuschüttete und die Umfassungsmauern niederlegte. Im selben Jahr gründete sich in den noch nutzbaren Teilen des Schlosses eine Vereinigung von Lehrern und bildete den Grundstock für spätere Gewerkschaften.
1865 gehörte die vormals selbständige Gemarkung Leustadt bereits zur Gemarkung Stockheim und hatte 41 Einwohner. 1933 kaufte der Bauer Erwin Heinrich Spruck das Anwesen und begann zusammen mit seiner Frau Gisela 1949 mit Restaurierungsarbeiten. Im Laufe von 40 Jahren entstand so das Hofgut nahezu authentisch wieder im Aussehen des mittleren 18. Jahrhunderts. 1971 kamen mit der Gebietsreform in Hessen Stockheim und damit auch das Gut Leustadt zusammen mit der Gemeinde Glauberg zur neu gegründeten Gemeinde Glauburg.

## Das Hofgut

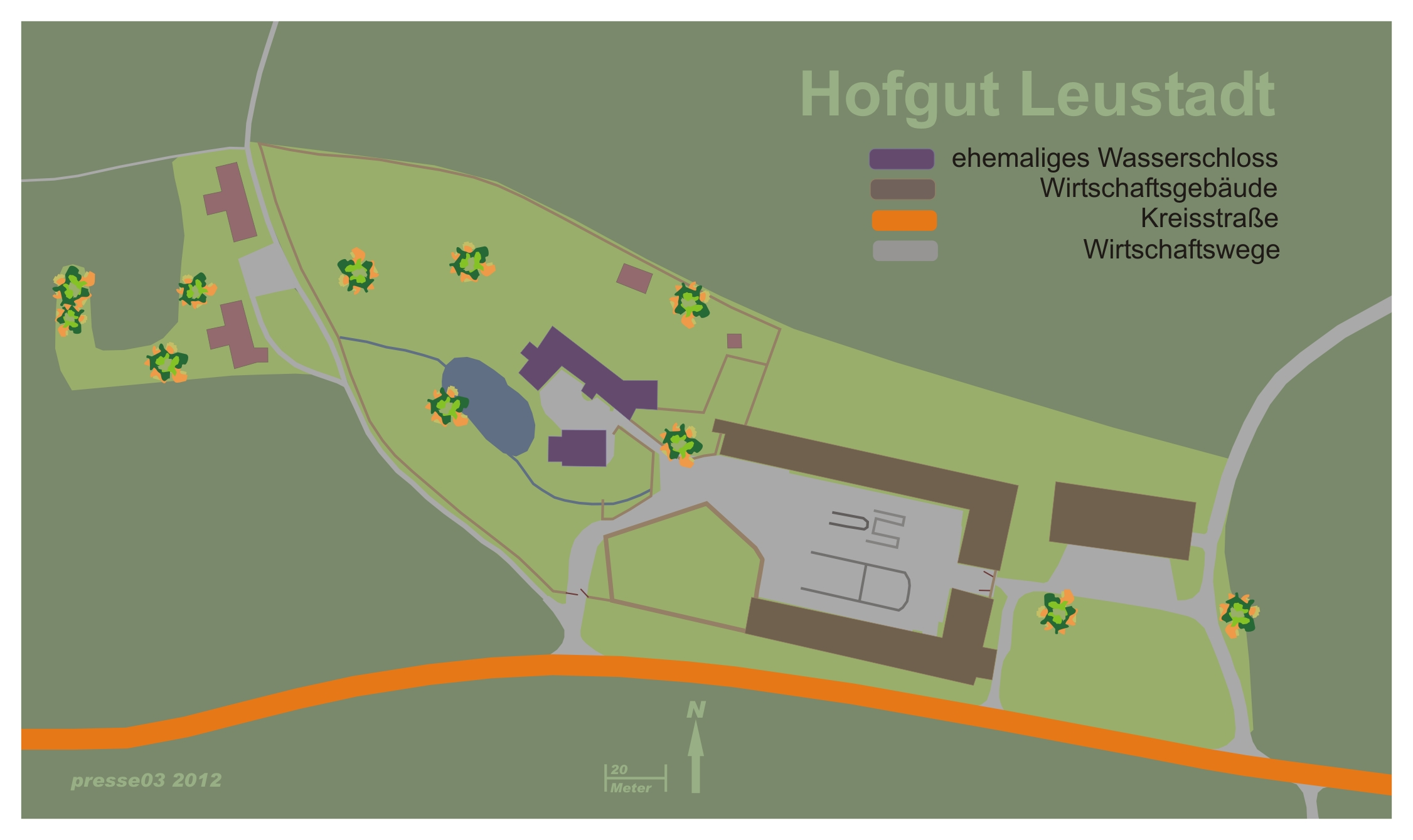
Plan des Hofguts Leustadt

Das Areal des Hofguts umfasst ohne landwirtschaftliche Flächen etwa 45 ha. Davon sind 7000 m² mit Basaltpflaster belegt. Auf dem Gelände befinden sich neun historische Gebäude mit insgesamt 37.000 Kubikmeter umbautem Raum.
In der westlichen Hälfte des Geländes befindet sich, weitläufig von einer Natursteinmauer umgeben, an einem Teich das ehemalige Wasserschloss. Südöstlich davon erstrecken sich zwei Stallgebäude in L-Form. In der Baulücke zwischen den beiden verläuft die Hauptzufahrt, durch ein Tor verschließbar. Davor steht eine neuere Scheune für landwirtschaftliche Nutzfahrzeuge.
Das schlossähnliche Hauptgebäude weist einen Grundriss in L-Form mit einem südöstlich diagonal angesetzten Nebentrakt auf. Dem dreigeschossigen Mitteltrakt ist zum Schlosshof hin ein runder Treppenturm mit schiefergedeckter Haube vorgesetzt, deren Spitze das Satteldach nicht überragt. Das Gebäude ist bis auf die Seitentrakte hell verputzt. Letztere sowie die Spitzgiebel auf allen Seiten bestehen aus Sicht-Fachwerk.
An der Südseite des Schlosshofs schließt diesen ein kleines rechteckiges, eingeschossiges Gebäude aus Natursteinen ab. Das gestufte Walmdach mit vier Hausgauben verleiht dem Häuschen eine wohlproportionierte Höhe. Seitlich ist ein niedriger Bau mit Klinkerfachung angesetzt. Zwischen dem Hauptbau und dem Nebenhaus führt der Zugangsweg über eine angedeutete Brücke über den nicht mehr vorhandenen Wassergraben in den Schlossinnenhof.

## Auszeichnungen
- Hessischer Denkmalschutzpreis 1988[5]
- Deutscher Preis für Denkmalschutz (Silberne Halbkugel) 1999[6]
- Bundesverdienstkreuz am Bande 2011[7]